# PAN (semanário)

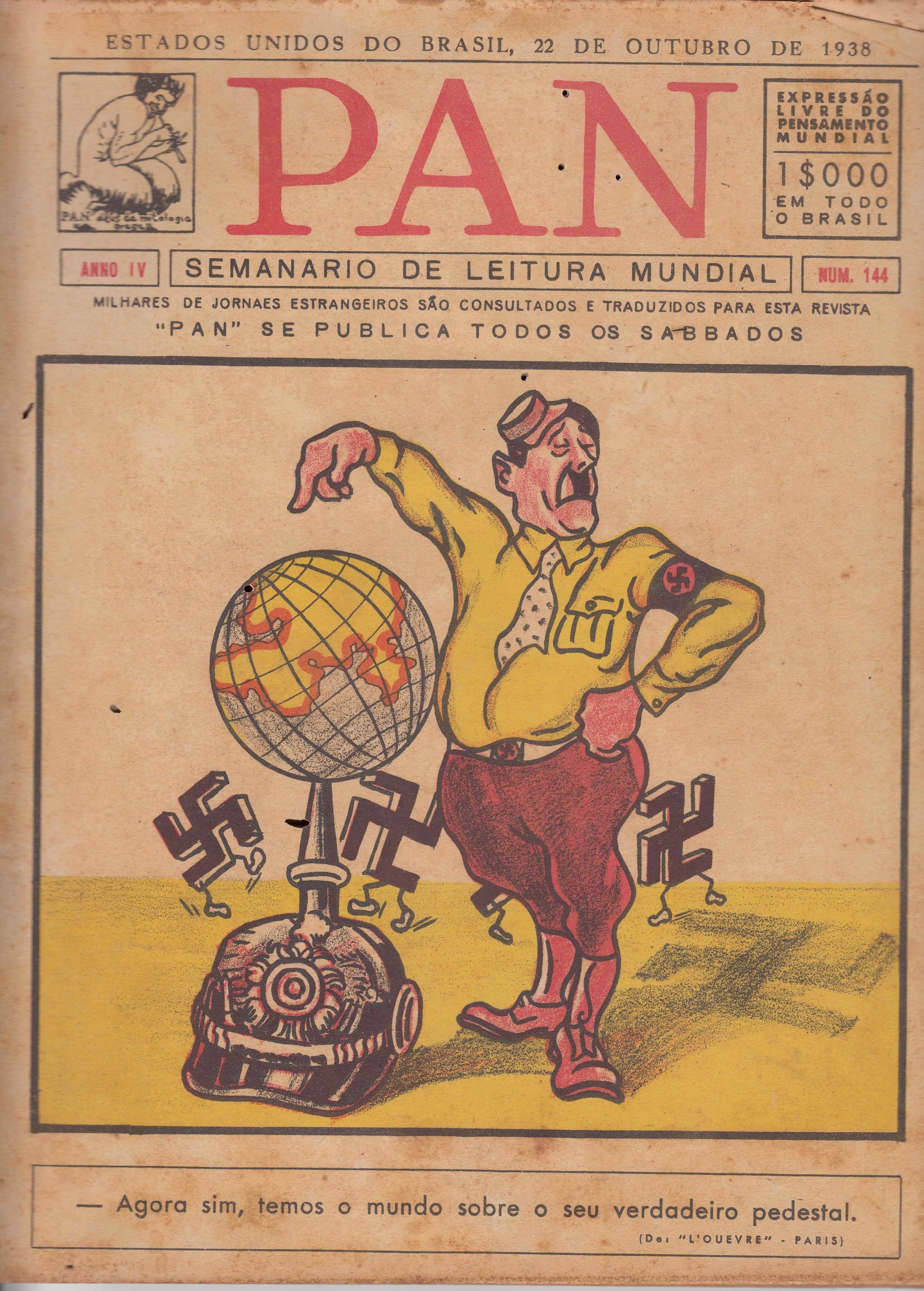

PAN: semanário de leitura mundial ou simplesmente PAN foi um semanário brasileiro que circulou entre os anos de 1935 e 1945 fundado por José Scortecci. Dentre seus colaboradores estiveram nomes como Monteiro Lobato, Silveira Bueno e Clarice Lispector, à qual João Scortecci, ex-diretor da União Brasileira de Escritores, vice presidente da Câmara Brasileira do Livro e conselheiro do Ministério da Cultura, hoje membro na CNIC (Comissão Nacional de Incentivo à Cultura), faz questão de destacar que "a revista que teve a honra de publicar o texto de estreia "triunfo" de Clarice Lispector".